# Kilikia Fowtbolayin Akowmb
Il Kilikia Fowtbolayin Akowmb (in armeno Կիլիկիա Ֆուտբոլային Ակումբ) è stata una società calcistica armena con sede nella capitale Erevan. Ha militato nella prima e seconda divisione del campionato nazionale.

## Storia
Erano conosciuti in passato come Pyunik Yerevan (dal 1995 al 1999) e come Homenetmen (dal 1992 al 1995). Da Homenetmen hanno condiviso la vittoria del campionato di calcio armeno con lo Shirak Gyumri nel 1992, mentre come Pyunik hanno vinto il campionato di calcio armeno nel 1996 e nel 1997. Comunque la Federazione calcistica armena considera questi campionati vinti dal corrente nome della squadra FC Pyunik. Nel 1999, hanno cambiato il loro nome in Kilikia e dopo una stagione sono stati retrocessi dal campionato di calcio armeno per essersi rifiutati di pagare la tassa d'iscrizione. Sono stati promossi ancora nel 2003 a da allora hanno ottenuto un sesto ed un quinto posto nel campionato di calcio armeno, con il quinto posto nel 2005 sono entrati nel torneo UEFA Coppa Intertoto 2006.
Si è disciolta per motivi finanziari nel gennaio del 2011.

## Rosa 2006-2007
| N. |                    | Ruolo | Calciatore           |
| -- | ------------------ | ----- | -------------------- |
|    | Armenia (bandiera) | P     | Armen Kirakosyan     |
|    | Armenia (bandiera) | P     | Vladimir Vardanyan   |
|    | Armenia (bandiera) | D     | Arsen Aivazyan       |
|    | Armenia (bandiera) | D     | Artashes Bagdasaryan |
|    | Armenia (bandiera) | D     | Aram Hakobyan        |
|    | Armenia (bandiera) | D     | Artavazd Mkrtčyan    |
|    | Armenia (bandiera) | D     | Karen Stepanyan      |
|    | Armenia (bandiera) | D     | Edvard Vardanyan     |
|    | Armenia (bandiera) | D     | Karen Zakaryan       |
|    | Armenia (bandiera) | C     | Ike Avetisyan        |
|    | Armenia (bandiera) | C     | Vahan Babayan        |

| N. |                    | Ruolo | Calciatore            |
| -- | ------------------ | ----- | --------------------- |
|    | Armenia (bandiera) | C     | Vaagn Bagoyan         |
|    | Armenia (bandiera) | C     | Khachatur Demirchyan  |
|    | Armenia (bandiera) | C     | Sergey Erzrumyan      |
|    | Armenia (bandiera) | C     | Vram Petoyan          |
|    | Armenia (bandiera) | A     | Nshan Erzrumyan       |
|    | Armenia (bandiera) | A     | Harutyun Hovhannisyan |
|    | Armenia (bandiera) | A     | Levon Kasaboglyan     |
|    | Armenia (bandiera) | A     | Gagik Kasabyan        |
|    | Armenia (bandiera) | A     | Garnik Kasabyan       |
|    | Armenia (bandiera) | A     | Arman Minasyan        |
|    | Armenia (bandiera) | A     | Sargis Movsisyan      |

## Palmarès

### Competizioni nazionali
- Araǰin Xowmb: 1

2003

### Altri piazzamenti
- Coppa d'Armenia:

Finalista: 1996-1997, 2005
Semifinalista: 1998, 2000, 2006